# Иван Юруков (Мехомия)
Вижте пояснителната страница за други личности с името Иван Юруков.
Иван Григоров Юруков е български революционер, деец на Вътрешната македоно-одринска революционна организация.

## Биография
Юруков е роден в 1883 година в град Мехомия, Османската империя, в семейството на Григор Юруков и Магделина Юрукова. Завършва Американския колеж в Самоков, България, където влиза в Тайния македонски революционен кръжок „Трайко Китанчев“. В 1902 година става учител в Мехомия и е активен член на местния революционен комитет на ВМОРО. Участва в съвещанието на Разложка революционна околия от 5 септември 1903 година в Банско. Участва в Илинденско-Преображенското въстание и загива в бой в Андаците, в югозападната част на Мехомия.